# Bisbat suburbicari de Frascati
El bisbat suburbicari de Frascati (sede suburbicaria di Frascati (italià); Dioecesis Tusculana (llatí)) és una seu de l'Església catòlica, sufragània de la diòcesi de Roma, que pertany a la regió eclesiàstica Laci. El 2007 tenia 118.000 batejats d'un total de 122.000 habitants. Actualment està regida pel bisbe Raffaello Martinelli. El cardenal Tarcisio Bertone té el títol de cardenal bisbe de Frascati.

## Territori

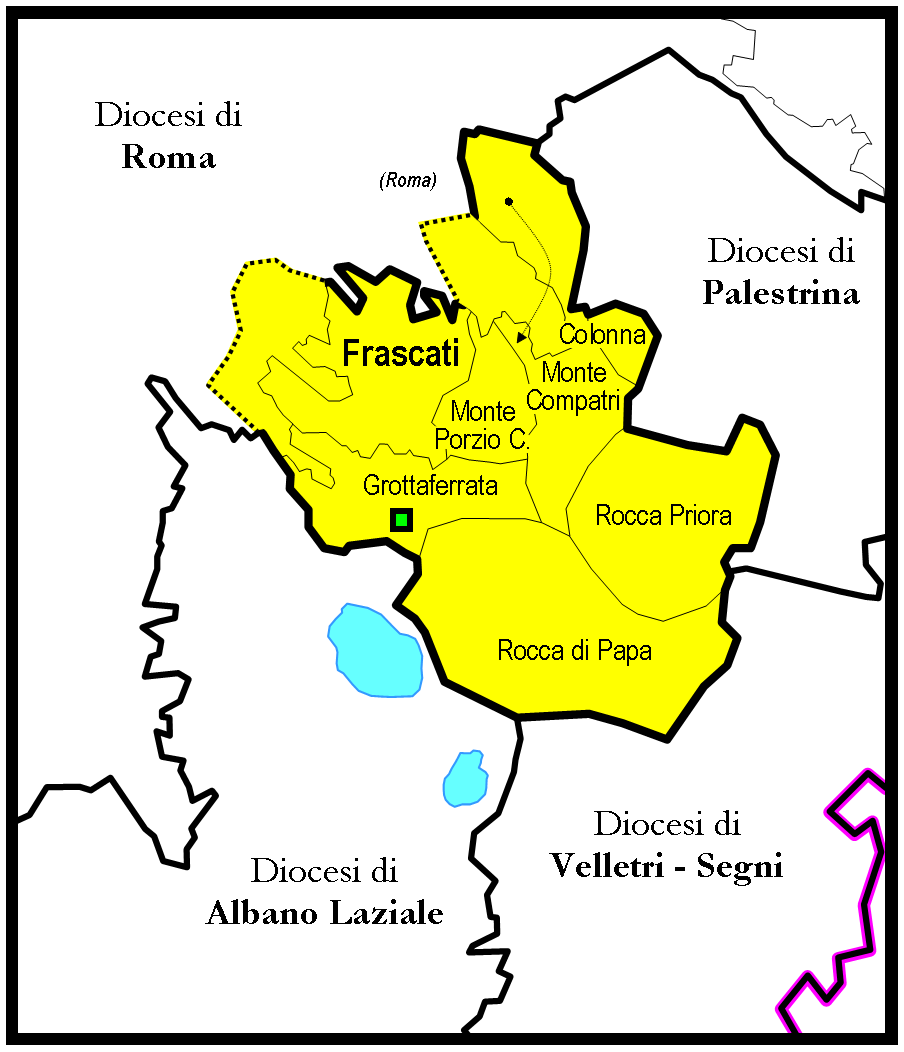

La diòcesi comprèn els municipis de Frascati, Monte Porzio Catone, Colonna, Monte Compatri, Rocca Priora, Rocca di Papa, Grottaferrata, i part de la perifèria sud-oriental de Roma.
La seu episcopal es troba a la ciutat de Frascati, on s'alça la basílica catedral de Sant Pere Apòstol.

### Parròquies
El territori està dividit en 24 parròquies:
- Frascati: basílica catedral de Sant Pere Apòstol, Santa Maria in Vivario, Santissimo Sacramento, Santa Maria di Capocroce, San Giuseppe Lavoratore, Sacri Cuori di Gesù e Maria, Santa Maria in Vineis;
- Grottaferrata: San Giuseppe Sposo della Beata Vergine Maria, Sacro Cuore di Gesù, San Pio X, San Camillo de Lellis;
- Rocca Priora: Santa Maria Assunta in Cielo, San Giuseppe Artigiano, Madonna del Buon Consiglio;
- Rocca di Papa: Santa Maria Assunta in Cielo, Sacro Cuore di Gesù;
- Monte Compatri: Santa Maria Assunta in Cielo, San Lorenzo Martire;
- Monte Porzio Catone: San Gregorio Magno
- Colonna: San Nicola di Bari
- Roma: Cristo Re, Santa Maria Madre della Església, Sant'Andrea Apostolo, Santa Maria Regina della Pace.

## Història
Entre les moltes inscripcions trobades a Frascati molt poques són cristianes, i les excavacions dutes a terme fins al moment no mostren cap rastre del primer cristianisme. L'abadia de Santa Maria de Grottaferrata, i la capella de Sant Cesario, prop de la residència del bisbe modern, són els únics monuments cristians abans de la destrucció de Túsculum el 1191. No obstant això, donada la seva proximitat a Roma, Tusculum havia de rebre la fe cristiana molt aviat. Potser la vila Acilii, una família cristiana, que estava on ara es troba el monestir de Grottaferrata, va ser el bressol del cristianisme tuscolà. El primer bisbe de Tusculum conegut és Vitaliano (680), la signatura del qual apareix a la carta del Papa Agató I al sisè Concili General. Sent un dels bisbes suburbicaris, el bisbe de Tusculum, des del segle VII, va ser l'encarregat de reemplaçar el Papa per a les funcions de Laterà; però només des del bisbe Pietro (1050), el bisbe de Tusculum va rebre el títol cardenalici. A partir del segle X els comtes de Tusculum van exercir més influència en el govern de Roma i el papat. Teofilacte, senador romà i cap de la família, era el marit de Teodora que, durant el pontificat del Papa Sergi III, va ser l'amo absolut de Roma. Maròzia, la filla de Teofilacte, va casar-se amb Alberic I, Marcgravi de Camerino i duc de Spoleto, pare de l'Alberic II que entre el 932 i el 954 governà Roma amb el títol de patrici i senador, i va obtenir pels romans la seguretat que, després de la seva mort, el seu fill Octavi es convertiria en el Papa Joan XII. Quan Joan XII va ser deposat (963), els comtes de Tusculum van deixar el poder als Crescenzi, però aviat van tornar en voga. Des del 1012 al 1044 va ser succeït per tres Papes de la família tuscolana: Benet VIII, el seu germà Joan XIX i el seu net Benet IX. La dominació tusculana no era agradable a l'Església Romana. Va ser el comte Gregori I, pare de Benet VIII qui va donar a Nil el Jove (1002), el monestir de Grottaferrata. El conflicte al voltant de la investidura del Papa Pasqual II i Enric V (1111), mentre que Ptolemeu, comte de Tusculum, era al costat de l'emperador, Giovanni, cardenal-bisbe, va encapçalar l'oposició romana a Enric. Sota el papa Alexandre III, però, el bisbe Imaro es va posar del costat de l'antipapa Víctor IV, encara que el mateix Tusculum estava a favor del Papa. La ciutat també s'oposa al Senat romà en el seu intent de despullar als papes del seu poder temporal. El 1182 els romans van fer guerra amb Tusculum, i a continuació, el Papa Luci III cridà l'arquebisbe de Magúncia Cristiano perquè vencès els romans. El 1191, Enric VI va cridar la guarnició alemanya de Tusculum i, com a resultat, la ciutat aviat va ser destruïda pels romans i mai no va recuperar l'antic prestigi.
Mentrestant el poble de Tusculum es van reunir al voltant del castell, el poble de Sant Cesario que va construir es va cridar Frascati, potser a causa de les branques dels quals es van construir les primeres barraques o perquè el lloc era conegut com a Frascaria que en llatí significa lloc sota cobert per la mala herba. Des del segle XV Frascati va tornar a ser un lloc de descans pels nobles i els cardenals romans. Entre els edificis que aviat van començar a adornar Frascati és notable la Villa Mondragone, construïda pel cardenal Marco Sittico Altemps, nebot del papa Pius IV, una estructura enorme amb un bell porxo, actualment utilitzat com una universitat jesuïta; Villa Taverna, ara Borghesiana, construïda el 1614; Villa Falconieri, per Borromini (1648), amb pintures de Carlo Maratta (El naixement de Venus), Ciro Ferri, i Pierleone Ghezzi (caricatures i retrats); villa Lancellotti amb els seus passejos al bosc, on es poden visitar la petita església de Sant Miquel, que és la petita habitació on el cardenal Cesare Baronio va escriure els seus "Annals Eclesiàstics"; Villa Rufinella, més amunt al turó, una universitat jesuïta des 1740 fins al 1773; Villa Aldobrandini (o Belvedere), la vila més bella de Frascati, construïda el 1603 pel cardenal Pietro Aldobrandini dissenyada per Giovanni Fontana, amb pintures de Cavalier d'Arpino e del Domenichino (il Mito di Apollo); Villa Torlonia, amb les seves nombroses fonts; Villa Sora, construïda pel Papa Gregori XIII utilitza ara com una escola pels salesians. Entre les esglésies han de recordar-se: la catedral, obra de Girolamo Fontana; el Gesù, amb la seva imitació cúpula pintada pel jesuïta Oblate Pozzo; San Rocco, abans coneguda com a Santa Maria in Vivario, catedral fins a 1700; la Madonna di Capo Croce i Madonna delle Scuole Pie.
Entre els bisbes de Tusculum digne de menció són: Egidio, enviat per Joan XII a Polònia al 964; l'erudit Jacques de Vitry (1228) que va predicar contra els albigesos; Pere de Lisboa (1276), el primer metge del Papa Gregori IX, i més tard elegit Papa amb el nom de Joan XXI; Berengari de Frèdol (1309), qui va treballar en el Liber Sextus Decretalium del Papa Bonifaci VIII; Baldassare Cossa (1419), després de la submissió al Papa Martí V; Giuliano Cesarini (1444); Basilio Bessarione (1449); Alessandro Farnese el Vell (1519); Giovanni Pietro Carafa (1550), el Papa Pau IV; Giovanni Antonio Serbelloni (1583); Lorenzo Corsini (1725), el Papa Climent XII; Henry Benedict Mary Clement Stuart de York (1761-1803), fill de Jaume III (el cardenal York va deixar la seva rica col·lecció de llibres per a la biblioteca del seminari); Bartolomeo Pacca (1818); Francesco Saverio Castiglione (1821), el papa Pius VIII, Ludovico Micara, (1837); Jean-Baptiste Pitra (1879); i Francesco Satolli (1904), durant molts anys el primer delegat apostòlic a Washington. A la diòcesi de Frascati es troba, també, Monte Compatri, l'antiga Labicum, els bisbes i cardenals del qual sovint s'esmenten en la història medieval.

## Cronologia episcopal
Amb el Motu proprio Suburbicariis sedibusde l'11 d'abril de 1962, relatiu al govern pastoral de les set diòcesis suburbanes de Roma, es destinà un bisbe residencial, mentre que els sis cardenals d'i l'ordre dels bisbes, que resideixen a Roma i fins llavors estaven representats a la diòcesi per un bisbe auxiliar, només es dona el títol de la diòcesi suburbicaria.

### Cardenals bisbes suburbicaris de Frascati
- Pietro † (803 - ?)
- Egidio (o Gilles, o Lunisso) † (964 - vers 969)
- Giovanni † (969 - ?)
- Bonizzo † (1049 - vers 1050)
- Pietro † (vers 1050 - 1059)
- Gilberto † (1059 - vers 1062)
- Pietro † (1062 - inicis de 1065)
- Giovanni † (vers 1065 - 1088)
- Giovanni dei Conti di Marsi † (1093 - vers 1111)
- Manfredo † (1112 ? - 1115 mort)
- Divizzo (o Divitius, o Denys, o Dionysius, o Divizo, o Denigo) † (1115 - novembre de 1121 mort)
- Gilles de Paris, O.S.B.Clun. † (desembre de 1121 - febrer de 1130 deposat)
- Gilles de Paris, O.S.B.Clun. † (1138 - març de 1139 mort) (per segon cop)
- Ugo di San Vittore, C.R.S.A. † (desembre de 1139 - 11 de febrer de 1140 o 1141 mort)
- Imar (o Icmar), O.S.B.Clun. † (març de 1142 - 1159 deposat)
  - Teobaldo † (? 1162 - fine d'octubre de 1162) (pseudocardenal de l'antipapa Víctor IV - mort)
- Ugo Pierleoni, C.R.S.V. † (1164 - 30 d'abril de 1167 mort)
- Pietro da Pavia, O.S.B. † (desembre de 1178 - 1189 mort)
- Nicola de Romanis † (1205 - 1219 mort)
- Nicola de Chiaromonte (o Chiaramonti), O.Cist. † (1219 - 25 de setembre de 1227 mort)
- Jacques de Vitry, C.R.S.A. † (desembre de 1228 - 1 de maig de 1240 mort)
- Eudes de Châteauroux, O.Cist. † (28 de maig de 1244 - 25 de gener de 1273 mort)
- João Pedro Julião † (3 de juny de 1273 - 8 de setembre de 1276 elegit papa amb el nom de Joan XXI)
- Ordoño Álvarez † (12 de març de 1278 - 21 de desembre de 1285 mort)
- Giovanni Boccamazza † (22 de desembre de 1285 - 10 d'agost de 1309 mort)
- Bérenger de Frédol il Vecchio † (desembre de 1309 - 11 de juny de 1323 mort)
- Bertrand de La Tour, O.F.M. † (1323 - 1332 o 1333 mort)
- Annibaldo dei conti di Ceccano † (1333 - 17 de juliol de 1350 mort)
- Guillaume Court, O.Cist. † (18 de desembre de 1350 - 12 de juny de 1361 mort)
- Nicola Capocci † (1361 - 26 de juliol de 1368 mort)
- Gilles Aycelin de Montaigut † (1368 - 5 de desembre de 1378 mort)
- Tommaso da Frignano † (1378 o 30 de maig de 1380 - 19 de novembre de 1381 mort)
  - Jean de la Grange, O.S.B. † (1379 - 1391 ?) (antibisbe)
- Guillaume de Chanac, O.S.B. † (21 de novembre de 1383 - 30 de desembre de 1383 mort)
- Pietro Pileo di Prata † (10 de novembre de 1385 - 23 de desembre de 1388 deposat)
- Pietro Pileo di Prata † (13 de febrer de 1391 - desembre de 1401 mort) (per segon cop)
- Enrico Minutolo † (1401 - 2 d'octubre de 1409 nomenat bisbe de Sabina)
  - Pierre Girard † (13 de juny de 1405 - 21 d'octubre de 1408 deposat) (anti-bisbe)
  - Pierre Girard † (1410 - 9 de novembre de 1415 mort) (antibisbe, per segon cop)
- Angelo Correr † (1415 - 18 d'octubre de 1417 mort)
- Baldassare Cossa † (23 de juny de 1419 - 22 de desembre de 1419 mort)
  - Antonio Panciera † (13 d'agost de 1420 - 1431 nomenat bisbe) (administrador apostòlic)
- Antonio Panciera † (1431 - 3 de juliol de 1431 mort)
- Hugues de Lusignan † (27 de juny de 1436 - d'agost de 1442 mort)
- Luigi di Lussemburgo † (1442 - 8 de setembre de 1443 mort)
- Giuliano Cesarini † (7 de març de 1444 - 10 de novembre de 1444 mort)
- Basilio Bessarione † (23 d'abril de 1449 - 14 d'octubre de 1468 nomenat bisbe de Sabina)
- Latino Orsini † (14 d'octubre de 1468 - 11 d'agost de 1477 mort)
- Giacomo Ammannati Piccolomini † (17 d'agost de 1477 - 10 de setembre de 1479 mort)
- Giovanni Battista Zeno † (8 d'octubre de 1479 - 8 de maig de 1501 mort)
- Jorge da Costa † (14 de maig de 1501 - 10 d'abril de 1503 nomenat bisbe de Porto i Santa Rufina)
- Antonio Pallavicini Gentili † (10 d'abril de 1503 - 22 de desembre de 1503 nomenat bisbe de Palestrina)
- Giovanni Antonio Sangiorgio † (23 de desembre de 1503 - 17 de setembre de 1507 nomenat bisbe de Palestrina)
- Bernardino López de Carvajal y Sande † (17 de setembre de 1507 - 22 de setembre de 1508 nomenat bisbe de Palestrina)
- Guillaume Briçonnet † (22 de setembre de 1508 - 3 de juny de 1509 nomenat bisbe de Palestrina)
- Domenico Grimani † (3 de juny de 1509 - 20 de gener de 1511 nomenat bisbe de Porto i Santa Rufina)
- Philippe de Luxembourg † (20 de gener de 1511 - 2 de juny de 1519 mort)
- Alessandro Farnese † (15 de juny de 1519 - 9 de desembre de 1523 nomenat bisbe de Palestrina, després elegit papa amb el nom de Pau III)
- Antonio Maria Ciocchi del Monte † (9 de desembre de 1523 - 18 de desembre de 1523 nomenat bisbe de Palestrina)
- François Guillaume de Castelnau-Clermont-Ludève † (18 de desembre de 1523 - març de 1541 mort)
- Marí Grimani † (13 de març de 1541 - 24 de setembre de 1543 nomenat bisbe de Porto i Santa Rufina)
- Philippe de la Chambre, O.S.B. † (24 de setembre de 1543 - 21 de febrer de 1550 mort)
- Gian Pietro Carafa † (28 de febrer de 1550 - 29 de novembre de 1553 nomenat bisbe de Porto i Santa Rufina, després elegit papa amb el nom de Pau IV)
- Jean du Bellay † (29 de novembre de 1553 - 11 de desembre de 1553 nomenat bisbe de Porto i Santa Rufina)
- Rodolfo Pio † (11 de desembre de 1553 - 29 de maig de 1555 nomenat bisbe de Porto i Santa Rufina)
- Juan Álvarez y Alva de Toledo, O.P. † (29 de maig de 1555 - 15 de setembre de 1557 mort)
- Francesco Pisani † (20 de setembre de 1557 - 18 de maig de 1562 nomenat bisbe de Porto i Santa Rufina)
- Federico Cesi † (18 de maig de 1562 - 12 de maig de 1564 nomenat bisbe de Porto i Santa Rufina)
- Giovanni Girolamo Morone † (12 de maig de 1564 - 7 de febrer de 1565 nomenat bisbe de Porto i Santa Rufina)
- Alessandro Farnese il Giovane † (7 de febrer de 1565 - 9 de juliol de 1578 nomenat bisbe de Porto i Santa Rufina)
- Giacomo Savelli † (9 de juliol de 1578 - 9 de març de 1583 nomenat bisbe de Porto i Santa Rufina)
- Giovanni Antonio Serbelloni † (9 de març de 1583 - 11 de desembre de 1587 nomenat bisbe de Porto i Santa Rufina)
- Alfonso Gesualdo † (11 de desembre de 1587 - 2 de març de 1589 nomenat bisbe de Porto i Santa Rufina)
- Innico d'Avalos d'Aragona, O.S. † (2 de març de 1589 - 20 de març de 1591 nomenat bisbe de Porto i Santa Rufina)
- Tolomeo Gallio † (20 de març de 1591 - 21 de febrer de 1600 nomenat bisbe de Porto i Santa Rufina)
- Ludovico Madruzzo † (21 de febrer de 1600 - 20 d'abril de 1600 mort)
- Girolamo Simoncelli † (24 d'abril de 1600 - 16 de juny de 1603 nomenat bisbe de Porto i Santa Rufina)
- Domenico Pinelli † (16 de juny de 1603 - 1 de juny de 1605 nomenat bisbe de Porto i Santa Rufina)
- Antonio Maria Galli † (juny de 1605 - 28 de maig de 1608 nomenat bisbe de Palestrina)
- Mariano Pierbenedetti † (28 de maig de 1608 - 21 de gener de 1611 mort)
- Giovanni Evangelista Pallotta † (24 de gener de 1611 - 6 d'abril de 1620 nomenat bisbe de Porto i Santa Rufina)
- Francesco Sforza † (6 d'abril de 1620 - 27 de setembre de 1624 nomenat bisbe de Porto i Santa Rufina)
- Odoardo Farnese † (27 de setembre de 1624 - 21 de febrer de 1626 mort)
- Giovanni Battista Deti † (2 de març de 1626 - 9 de setembre de 1626 nomenat bisbe de Porto i Santa Rufina)
- Bonifazio Bevilacqua Aldobrandini † (7 de setembre de 1626 - 7 d'abril de 1627 mort)
- Andrea Baroni Peretti Montalto † (14 d'abril de 1627 - 4 d'agost de 1629 mort)
- Giovanni Garzia Millini † (20 d'agost de 1629 - 2 d'octubre de 1629 mort)
- Marcello Lante † (8 d'octubre de 1629 - 28 de març de 1639 nomenat bisbe de Porto i Santa Rufina)
- Giulio Savelli † (28 de març de 1639 - 9 de juliol de 1644 mort)
- Giulio Roma † (13 de juliol de 1644 - 23 d'octubre de 1645 nomenat bisbe de Porto i Santa Rufina)
- Carlo de' Medici † (23 d'octubre de 1645 - 29 d'abril de 1652 nomenat bisbe de Porto i Santa Rufina)
- Bernardino Spada † (29 d'abril de 1652 - 23 de setembre de 1652 nomenat bisbe de Sabina)
- Giulio Cesare Sacchetti † (23 de setembre de 1652 - 11 d'octubre de 1655 nomenat bisbe de Sabina)
- Antonio Barberini el jove, O.S.Io.Hier. † (11 d'octubre de 1655 - 21 de novembre de 1661 nomenat bisbe de Palestrina)
- Girolamo Colonna † (21 de novembre de 1661 - 4 de setembre de 1666 mort)
- Giovanni Battista Maria Pallotta † (11 d'octubre de 1666 - 22 de gener de 1668 mort)
- Francesco Maria Brancaccio † (30 de gener de 1668 - 18 de març de 1671 nomenat bisbe de Porto i Santa Rufina)
- Ulderico Carpegna † (18 de març de 1671 - 28 de gener de 1675 nomenat bisbe de Porto i Santa Rufina)
- Virginio Orsini, O.S.Io.Hier. † (28 de gener de 1675 - 21 d'agost de 1676 mort)
- Carlo Rossetti † (19 d'octubre de 1676 - 8 de gener de 1680 nomenat bisbe de Porto i Santa Rufina)
- Alderano Cybo-Malaspina † (8 de gener de 1680 - 15 de febrer de 1683 nomenat bisbe de Porto i Santa Rufina)
- Pietro Vito Ottoboni † (15 de febrer de 1683 - 10 de novembre de 1687 nomenat bisbe de Porto i Santa Rufina, després elegit papa amb el nom d'Alexandre VIII)
- Giacomo Franzoni † (10 de novembre de 1687 - 28 de setembre de 1693 nomenat bisbe de Porto i Santa Rufina)
- Niccolò Acciaioli † (28 de setembre de 1693 - 5 de desembre de 1700 nomenat bisbe de Porto i Santa Rufina)
- Vincenzo Maria Orsini, O.P. † (3 de gener de 1701 - 18 de març de 1715 nomenat bisbe de Porto i Santa Rufina, després elegit papa amb el nom de Benet XIII)
- Sebastiano Antonio Tanara † (1 d'abril de 1715 - 3 de març de 1721 nomenat bisbe d'Òstia i Velletri)
- Francesco del Giudice (3 de març de 1721 - 12 de juny de 1724 nomenat bisbe d'Òstia i Velletri)
- Francesco Pignatelli, C.R. † (12 de juny de 1724 - 19 de novembre de 1725 nomenat bisbe de Porto i Santa Rufina)
- Lorenzo Corsini † (19 de novembre de 1725 - 12 de juliol de 1730 elegit papa amb el nom de Climent XII)
- Pietro Ottoboni † (24 de juliol de 1730 - 15 de desembre de 1734 nomenat bisbe de Porto i Santa Rufina)
- Pier Marcellino Corradini † (15 de desembre de 1734 - 8 de febrer de 1743 mort)
- Giuseppe Accoramboni † (11 de març de 1743 - 21 de març de 1747 mort)
- Vincenzo Bichi † (10 d'abril de 1747 - 11 de febrer de 1750 mort)
- Giovanni Antonio Guadagni, O.C.D. † (23 de febrer de 1750 - 12 de gener de 1756 nomenat bisbe de Porto i Santa Rufina)
- Carlo Maria Sacripante † (12 de gener de 1756 - 4 de novembre de 1758 mort)
- Camillo Merlini Paolucci † (22 de novembre de 1758 - 13 de juliol de 1761 nomenat bisbe de Porto i Santa Rufina)
- Henry Benedict Stuart duc de York † (13 de juliol de 1761 - 26 de setembre de 1803 nomenat bisbe d'Òstia i Velletri)
- Giuseppe Maria Doria Pamphilj † (26 de setembre de 1803 - 26 de setembre de 1814 nomenat bisbe de Porto i Santa Rufina)
- Giulio Maria della Somaglia † (26 de setembre de 1814 - 21 de desembre de 1818 nomenat bisbe de Porto i Santa Rufina)
- Bartolomeo Pacca † (21 de desembre de 1818 - 13 d'agost de 1821 nomenat bisbe de Porto i Santa Rufina)
- Francesco Saverio Castiglioni † (13 d'agost de 1821 - 31 de març de 1829 elegit papa amb el nom de Pius VIII)
- Emmanuele De Gregorio † (18 de maig de 1829 - 2 d'octubre de 1837 nomenat cardenal bisbe de Porto, Santa Rufina i Civitavecchia)
- Ludovico Micara, O.F.M.Cap. † (2 d'octubre de 1837 - 17 de juny de 1844 nomenat bisbe de Ostia i Velletri)
- Mario Mattei † (17 de juny de 1844 - 23 de juny de 1854 nomenat bisbe de Porto i Santa Rufina)
- Antonio Maria Cagiano de Azevedo † (23 de juny de 1854 - 13 de gener de 1867 mort)
- Niccola Clarelli Parracciani † (22 de febrer de 1867 - 7 de juliol de 1872 mort)
- Filippo Maria Guidi, O.P. † (29 de juliol de 1872 - 27 de febrer de 1879 mort)
- Jean-Baptiste-François Pitra, O.S.B. † (12 de maig de 1879 - 24 de març de 1884 nomenat bisbe de Porto i Santa Rufina)
- Edward Henry Howard of Norfolk † (24 de març de 1884 - 16 de setembre de 1892 mort)
- Tommaso Maria Zigliara, O.P. † (16 de gener de 1893 - 10 de maig de 1893 mort)
- Serafino Vannutelli † (12 de juny de 1893 - 22 de juny de 1903 nomenat bisbe de Porto i Santa Rufina)
- Francesco Satolli † (22 de juny de 1903 - 8 de gener de 1910 mort)
- Francesco di Paola Cassetta † (27 de novembre de 1911 - 23 de març de 1919 mort)
- Giulio Boschi † (3 de juliol de 1919 - 15 de maig de 1920 mort)
- Giovanni Cagliero, S.D.B. † (16 de desembre de 1920 - 28 de febrer de 1926 mort)
- Michele Lega † (21 de juny de 1926 - 16 de desembre de 1935 mort)
- Francesco Marchetti Selvaggiani † (15 de juny de 1936 - 13 de gener de 1951 mort)
- Federico Tedeschini † (28 d'abril de 1951 - 2 de novembre de 1959 mort)
- Gaetano Cicognani † (14 de desembre de 1959 - 5 de febrer de 1962 mort)

### Cardenals bisbes del títol suburbicari de Frascati
- Amleto Giovanni Cicognani † (23 de maig de 1962 - 17 de desembre de 1973 mort)
- Jean-Marie Villot † (12 de desembre de 1974 - 9 de març de 1979 mort)
- Paolo Bertoli † (30 de juny de 1979 - 8 de novembre de 2001 mort)
- Alfonso López Trujillo † (17 de novembre de 2001 - 19 d'abril de 2008 mort)
- Tarcisio Bertone, S.D.B., des del 10 de maig de 2008

### Bisbes de Frascati
- Luigi Liverzani † (23 de maig de 1962 - 11 de novembre de 1989 jubilat)
- Giuseppe Matarrese (11 de novembre de 1989 - 2 de juliol de 2009 jubilat)
- Raffaello Martinelli, des del 2 de juliol de 2009

## Demografia
A finals del 2007, la diòcesi tenia 118.000 batejats sobre una població de 122.000 persones, equivalent al 96,7% del total.
| any  | població | població | població | sacerdots | sacerdots       | sacerdots       | sacerdots             | diaques | religiosos | religiosos | Parròquies |
| ---- | -------- | -------- | -------- | --------- | --------------- | --------------- | --------------------- | ------- | ---------- | ---------- | ---------- |
| any  | batejats | total    | %        | total     | clergat secular | clergat regular | batejats por sacerdot | diaques | homes      | dones      |            |
| 1950 | 41.800   | 42.230   | 99,0     | 32        | 29              | 3               | 1.306                 |         | 138        | 410        | 15         |
| 1970 | 74.660   | 75.000   | 99,5     | 185       | 50              | 135             | 403                   |         | 209        | 854        | 16         |
| 1980 | 89.504   | 90.843   | 98,5     | 200       | 40              | 160             | 447                   |         | 272        | 1.012      | 19         |
| 1990 | 97.200   | 97.850   | 99,3     | 160       | 45              | 115             | 607                   | 3       | 236        | 614        | 20         |
| 1999 | 115.400  | 119.000  | 97,0     | 216       | 64              | 152             | 534                   | 5       | 306        | 598        | 22         |
| 2000 | 116.000  | 120.000  | 96,7     | 218       | 68              | 150             | 532                   | 4       | 316        | 592        | 23         |
| 2001 | 116.800  | 121.000  | 96,5     | 186       | 53              | 133             | 627                   | 9       | 208        | 547        | 23         |
| 2002 | 116.000  | 121.000  | 95,9     | 191       | 59              | 132             | 607                   | 10      | 207        | 541        | 23         |
| 2003 | 116.000  | 121.000  | 95,9     | 191       | 59              | 132             | 607                   | 4       | 148        | 541        | 23         |
| 2004 | 116.000  | 121.000  | 95,9     | 174       | 42              | 132             | 666                   | 4       | 186        | 541        | 23         |
| 2006 | 116.200  | 121.500  | 95,6     | 162       | 30              | 132             | 717                   | 3       | 188        | 547        | 23         |
| 2007 | 118.000  | 122.000  | 96,7     | 162       | 30              | 132             | 728                   | 1       | 188        | 542        | 23         |